# Enthroned
Enthroned é uma banda belga de black metal formado em novembro de 1993 na cidade de Bruxelas. Suas letras são voltadas para o satanismo, anticristianismo e ocultismo.

## História
O grupo foi formado na Bélgica, em 1993, por Cernunnos após ele sair de suas bandas anteriores de Death Metal; Blaspherion e Morbid Death. Depois ele encontrou o guitarrista Tsebaoth e Sabathan, que tocava baixo e cantava. Ambos novos membros eram da banda de Death Metal Slanesh, que chegou apenas a lançar uma demonstração sem nome em 1993.
O nome Enthroned foi dado por Cernunnos, que significa "a dominação de Satanás sob o mundo cristão" - Dethrone God (Deus destronado), Enthrone Satan (Satanás entronado).
A banda lançou cinco canções promocionais no meio de 1994 que chamou atenção de alguns selos independentes. Um fita cassete em split com a banda Ancient Rites foi lançada pelo selo underground Afterdark Records. Após o fim deste selo, outro chamado Evil Omen Records (um subdivisão da gravadora Osmose Productions) lançou o primeiro CD de estúdio do Enthroned, denominado Prophecies of Pagan Fire (em 1995). Logo depois disto, a banda contrata um segundo guitarrista de pseudônimo Nornagest, que antes tocava na banda Heresia. Eventualmente, o guitarrista Tseboath foi substituído por Nebiros, que trouxe nova inspiração para a banda.
Desde que lançou sua primeira demonstração (o split com a banda Ancient Rites), o Enthroned tinha uma boa reputação por suas apresentações ao vivo. Tocaram juntos com bandas como; Emperor, Marduk, Enslaved, Dark Funeral e Angel Corpse. Em 1996, junto com a banda que havia divido o split (Ancient Rites) e a banda Bewitched, o Enthroned parte para a Europa em turnê.

### Suicídio de Cernunnos e continuação
Em abril de 1997, quando eles estavam prontos para gravar o segundo CD da banda, denominado Towards the Skullthrone of Satan, o baterista e fundador da banda Cernunnos se suicida aos 23 anos de idade. Isto, sem dúvida, foi um choque para o resto do grupo, mas no verdadeiro estilo do Enthroned, eles resolvem gravar o CD em memória de Cernunnos, depois de chamar um baterista para gravar a bateria no estúdio. O baterista se chamava Da Cardoen, que era da banda de Thrash Metal Asphyxia. Outro fato relevante envolvendo Towards the Skullthrone of Satan é que Cronos, o baixista e vocalista da lendária banda Venom participou do CD fazendo backing vocals em duas músicas; na introdução "Satan's Realm" e na "Hertogenwald".
A banda continua suas atividades e aparece no festival Dragons Blaze com seu novo baterista, de pseudônimo Namroth Blackthorn. Em abril de 1998, o grupo excursiona pela Europa ao lado do grupo sueco Dark Funeral e lança o mini CD Regie Sathanas - a Tribute to Cernunnos, contendo uma regravação (The Conqueror) da banda Sodom. Mais para frente deste mesmo ano, o grupo excursiona ao lado das bandas Hecate Enthroned e Usurper.
No final de 1998, na Suécia, entra no estúdio Abyss para lançar o terceiro CD, The Apocalypse Manifesto. Ele foi lançado em maio de 1999. Nenhum outro título poderia ser melhor para refletir a intensidade deste disco satânico, que tratou do conceito da Bíblia Apocalipse interpretado por uma perspectiva do Satanismo.
Em 2000, a banda entra em turnê com a banda Marduk e faz diversos concertos pela Europa. Foi um ano ocupado para o Enthroned. O guitarrista Nebiros sai e em seu lugar é chamado Nerath Daemon. Um ano depois, a banda estaria na Alemanha para gravar seu quarto CD, Armoured Bestial Hell (lançado em abril).
A banda novamente teria que mudar sua formação. O baterista Namroth Blackthorn sai e entra Alsvid da banda da francesa de Black Metal Seth. No entanto, a banda continuava a fazer concertos pela Europa, assim como também nos EUA. Em uma entrevista por volta de 2002, Nornagest responde sobre origem da banda: "Enthroned foi formado em novembro de 1993 por Cernunnos e Sabathan, eles queriam começar uma banda mixando o que acreditavam e a música que amavam: metal!!" Na mesma entrevista, Nornagest cita algumas de suas influências desde criança até o presente momento; Iron Maiden, Slayer, Kreator, Mayhem, Beherit. Com relação ao Mayhem, Nornagest diz que igualmente ao lado do CD Infernal Overkill do Destruction, De Mysteriis Dom Sathanas é seu disco preferido de todos os tempos. Ainda em 2002, o Enthroned assina contrato com a gravadora Napalm Records para gravar seu quinto CD, Carnage In Worlds Beyond - que com bônus tem uma regravação da banda Impaled Nazarene.
Em junho de 2003, adicionam o guitarrista Nguaroth e o baterista Glaurung para uma turnê na América do Sul e também para gravar seu próximo CD: XES Haereticum. Como bônus deste lançamento, ainda regravaram a canção Under The Guillotine da banda Kreator.

### Passagem peloBrasil
O grupo fez uma turnê pelo Brasil onde tocou em Brasília, Curitiba, Porto Alegre, Belo Horizonte, Florianópolis e São Paulo. A banda brasiliense de Black Metal Miasthenia tocou junto com o Enthroned em todas estas ocasiões. Um ano depois, em 2005 os belgas lançam seu primeiro CD ao vivo, denominado Black Goat Ritual, que foi gravado na passagem pelo Brasil. Todas as canções do CD são do concerto realizado em Porto Alegre.

### Saída do vocalista e baixistaSabathan
Em 19 de outubro de 2006, outra decepcionante notícia para os fãs da banda: o vocalista e baixista Sabathan, que sempre teve uma voz surpreendente principalmente pelo fato de ser original e cheia de sentimento, sai do Enthroned. O comunicado foi dado pelo guitarrista Nornagest através da internet.[carece de fontes?] "Sabathan não estava mais interessado em seguir nossas convicções" disse Nornagest, completando: "e nos últimos dois anos, praticamente não conseguimos escrever nada de maneira satisfatória". No mês seguinte, Sabathan escreveu um texto justificando sua saída, dando inclusive sua opinião sobre os últimos anos do cenário Black Metal. A mensagem original (em Inglês) pode ser lida no forum oficial do Enthroned. O próprio guitarrista Nornagest se tornaria seu substituto e depois chamaria o baixista Phorgath, já que Sabathan cantava e tocava baixo ao mesmo tempo.
Em junho de 2007, a banda contrata um novo baterista de pseudônimo Ahephaim para gravar seu primeiro disco sem o vocalista e baixista Sabathan, que recebeu o nome de Tetra Karcist, que contou com participação de um membro da banda francesa Antaeus. Este trabalho foi lançado oficialmente no dia primeiro de outubro.

## Discografia
Álbuns de estúdio
- Prophecies of Pagan Fire (1995)
- Towards the Skullthrone of Satan (1997)
- The Apocalypse Manifesto (1999)
- Armoured Bestial Hell (2001)
- Carnage in Worlds Beyond (2002)
- XES Haereticum (2004)
- Tetra Karcist (2007)
- Pentagrammaton (2010)
- Obsidium (2012)
- Sovereigns (2014)

## Membros

### Formação atual
- Nornagest (Régis Lant) - vocal (2007 - presente), guitarra (1995 - presente)
- Neraath (Olivier Lomer) - guitarra, teclado (2000 – 2004, 2009 - presente)
- ZarZax (Peter Noens) - guitarra (2013 - presente)
- Phorgath (Jeremy Bézier) - baixo, vocal (2007 - presente)
- Menthor (Manuel Rodrigues) - bateria (2012 - presente)

### Ex-integrantes
- Lord Sabathan (Franck Lorent) - vocal, baixo (1994 - 2006)
- Alexis (Alexis Plumat) - vocal, baixo (1993 - 1994)
- Cernunnos (Dan Vandenplas) - bateria (1993 - 1997)
- Namroth Blackthorn (Fabrice Depireux) - bateria (1997 - 2000)
- Glaurung - bateria (2004 - 2007)
- Alsvid (Yann Herrera) - bateria (2001 - 2004, 2007)
- Ahephaim (Arnaud Vansteenkiste) - bateria (2007 - 2009)
- Garghuf (Daniel Robnik) - bateria (2009 - 2012)
- Eddy Constant - guitarra (1993)
- Tsebaoth (Vincent Gerard) - guitarra (1993 - 1996)
- Nebiros (Dimitri Gillard) - guitarra (1995 - 2000)
- Nguaroth - guitarra (2004 - 2009)
- Asmodeus - guitarra (1995)